# Avenue des Nerviens
L'avenue des Nerviens (en néerlandais : Nerviërslaan) est une avenue bruxelloise de la commune d'Etterbeek qui prolonge la rue Belliard jusqu'à l'avenue des Gaulois en longeant le parc du Cinquantenaire, en reliant l'avenue d'Auderghem à l'avenue des Gaulois. La rue Jonniaux, la rue Sainte-Gertrude et la rue du Cornet y aboutissent également.
La rue a été ouverte en 1880 lors des travaux d'aménagement du parc du Cinquantenaire et élargie en 1898-1899 jusqu'à 23 mètres.
Son nom fait référence aux Nerviens peuple de la Gaule belgique. Plusieurs rues du quartier nord d'Etterbeek portent le nom d'un peuple gaulois (rue des Aduatiques, rue des Atrébates, rue des Bataves, avenue des Celtes, rue des Francs, avenue des Gaulois, rue des Ménapiens, rue des Morins, rue des Sicambres, rue des Taxandres, rue des Tongres, rue des Trévires).
La rue des Nerviens abrite l'Institut Saint-Stanislas (115, 131) ainsi que des bâtiments de la Commission européenne (DG GROW). Elle longe le parc du Cinquantenaire.

## Édifices notables
Édifices notables
- Nerviens 1-3 /Auderghem 50, en style Beaux-Arts
- Nerviens 5, maison de style éclectique, dont la demande de permis de bâtir pourrait dater de 1900.
- Nerviens 41, à l'angle de la rue Dekens, imposant immeuble de style éclectique, construit selon les plans originaux de 1904
- Nerviens 59, belle maison de maître de tendance néo-Renaissance flamande
- Nerviens 61, maison de maître de style éclectique de trois niveaux
- Nerviens 63, maison de maître de style éclectique de quatre niveaux (Patrimoine protégé)
- Nerviens 115, Institut Saint-Stanislas, en style néogothique, de Hubert Marcq
- Nerviens 123, maison de maître de style éclectique de deux niveaux et trois travées, construite selon des plans de 1906 sous bâtière,
- Nerviens 125, maison de maître de style éclectique de deux niveaux et trois travées de largeur inégale
- Nerviens 127, maison de maître de style éclectique de trois niveaux sur caves hautes et de deux travées
- Nerviens 129, belle maison de maître de style éclectique avec des éléments néogothiques de trois niveaux sur caves hautes ; partie principale en faible saillie et surmontée d'un pignon à cinq gradins sous pinacle. La demande de permis de bâtir sur les plans de l'architecte Edmond Serneels (Patrimoine protégé)
- Nerviens 131-133, Institut Saint-Stanislas, école de style éclectique de deux niveaux et cinq travées
- Nerviens 135, immeuble à appartements (1961, architecte Jean Delhaye), dont la façade latérale est ornée de reliefs.

Plusieurs maisons de maître ont été démolies et remplacées par des immeubles à appartements récents et des bureaux, tels les nos 9 (1972), 33 (1952), 35 (1956) et 105 (1977). Parmi les immeubles démolis, aussi ceux de Hubert Marcq, tels que l'ancien no. 17 (1906) et le no. 135 (1909).

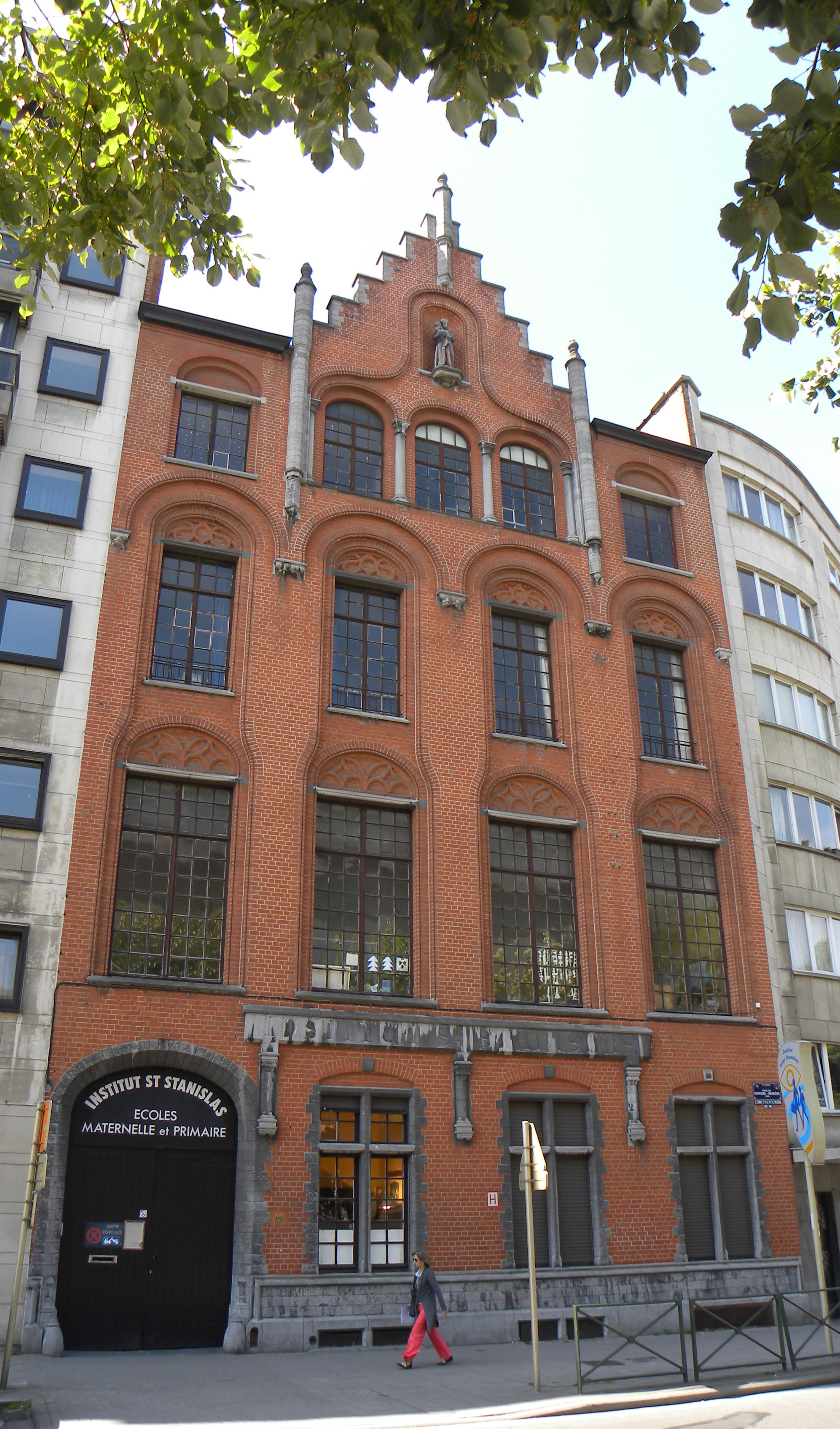
Institut Saint Stanislas (Nerviens 115), de Hubert Marcq
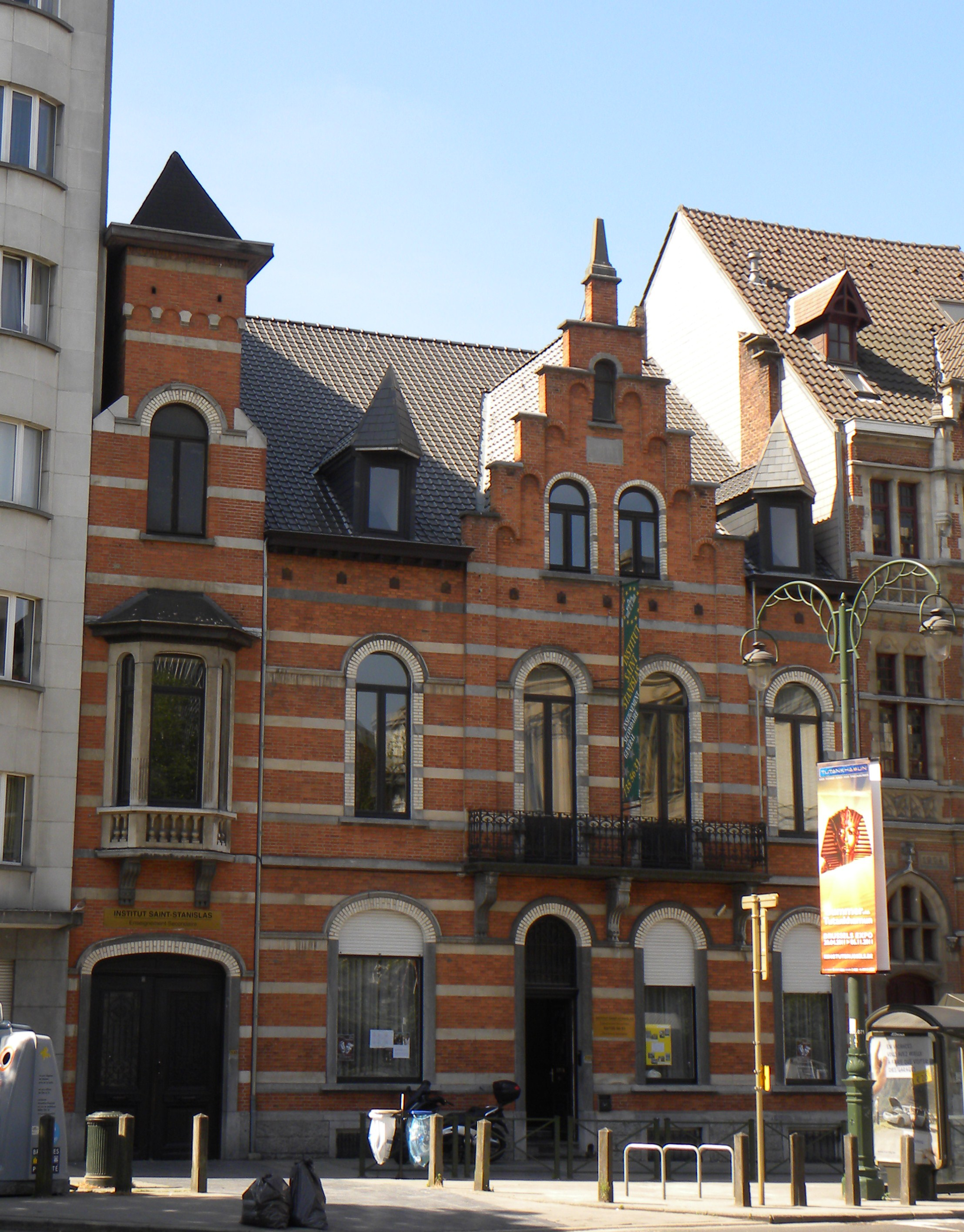
Institut Saint Stanislas (Nerviens 131)
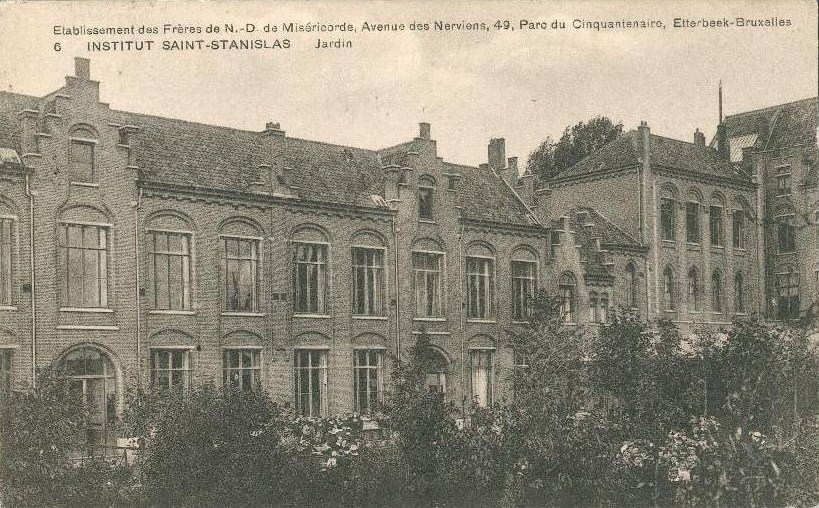
Institut Saint Stanislas, côté jardin, 1907